# Hyphydrus wittei
Hyphydrus wittei is een keversoort uit de familie waterroofkevers (Dytiscidae). De wetenschappelijke naam van de soort is voor het eerst geldig gepubliceerd in 1938 door Gschwendtner.